# Alex Nedeljkovic
Alexander "Alex" Nedeljkovic, född 7 januari 1996 i Parma i Ohio, är en amerikansk professionell ishockeymålvakt som är kontrakterad till Detroit Red Wings i NHL och spelar för Grand Rapids Griffins i AHL.
Han har tidigare spelat för Carolina Hurricanes i NHL; Charlotte Checkers i AHL; Florida Everblades i ECHL samt Plymouth Whalers, Flint Firebirds och Niagara Icedogs i OHL.
Nedeljkovic draftades av Carolina Hurricanes i andra rundan i 2014 års draft som 37:e spelare totalt.